# Premios Echo
El Premios Echo es un Premio musical alemán que se entrega anualmente a los artistas con más éxitos de ventas a nivel nacional por la Deutsche Phono-Akademie (una asociación de compañías disqueras). Cada año, el ganador es determinado por las ventas del año anterior. El ECHO es el sucesor del Deutscher Schallplattenpreis. El mayor ganador de la historia de los premios es la banda Rammstein, quienes cosechan cerca de 15 Premios durante toda su carrera.

## Premios ECHO (Categorías Pop Seleccionadas)

### Mejor Artista Masculino Nacional
- 1992 Herbert Grönemeyer
- 1993 Marius Müller-Westernhagen
- 1994 Herbert Grönemeyer
- 1995 Marius Müller-Westernhagen
- 1996 Mark'Oh
- 1997 Peter Maffay
- 1998 Nana
- 1999 Marius Müller-Westernhagen
- 2000 Xavier Naidoo
- 2001 Ayman
- 2002 Peter Maffay
- 2003 Herbert Grönemeyer
- 2004 Dick Brave
- 2005 Gentleman
- 2006 Xavier Naidoo
- 2007 Roger Cicero
- 2008 Herbert Grönemeyer
- 2009 Udo Lindenberg
- 2010 Xavier Naidoo
- 2011 David Garrett
- 2012 Udo Lindenberg
- 2013 David Garrett
- 2014 Tim Bendzko

### Premio Echo al Mejor Grupo Rock/Alternativo Nacional
- 2001 Guano Apes (nominados: HammerFall, Nightwish, Soulfly, Such a Surge)
- 2002 Rammstein (nominados: Donots, In Extremo, Project Pitchfork, Subway to Sally)
- 2003 Sportfreunde Stiller (nominados: Deine Lakeien, Die Happy, H-Blockx, Tocotronic)
- 2004 Wolfsheim (nominados: Die Happy, Guano Apes, In Extremo, Wir Sind Helden)
- 2005 Rammstein (nominados: Beatsteaks, Jay-Z, Linkin Park, Nightwish, Sportfreunde Stiller)
- 2006 Rammstein (nominados: Element of Crime, In Extremo, Kettcar, Subway to Sally)
- 2007 Sportfreunde Stiller (nominados: Die Toten Honsen, M.I.A, Madsen, Oomph!)
- 2008 Die Ärzte (nominados: Beatsteaks, Panik, Sportfreunde Stiller, Tocotronic)
- 2009 Die Ärzte (nominados: Die Toten Hosen, In Extremo, Schandmaul, Stephan Weidner)
- 2010 Rammstein (nominados: Die Toten Hosen, Element Of Crime, Selig, Sportfreunde Stiller)
- 2011 Unheilig (nominados: Beatsteaks, Blind Guardian, Frei.Wild, Scorpions)
- 2012 Rammstein (nominados: Guano Apes, In Extremo, Júpiter Jones, Kraftklub)
- 2013 Unheilig (nominados: Die Ärzte, Kraftklub, M.I.A)
- 2014 Sportfreunde Stiller (nominados: Frei.Wild, In Extremo, Schandmaul, Scorpions)
- 2015 Unheilig (nominados: Beatsteaks, Element of Crime, Farin Urlaub Racing Team, Kraftklub)
- 2016 Frei.Wild (nominados: Avantasia, Daniel Wirtz, Lindemann, Saltatio Mortis)
- 2017 Broilers (nominados: Böhse Onkelz, Frei.Wild, In Extremo, Schandmaul)

### Premio Echo al Mejor Grupo Rock/Alternativo Internacional
- 2001 Limp Bizkit (nominados: Blink-182, Kid Rock, Korn, Papa Roach )
- 2002 Linkin Park (nominados: Crazy Town, Gorillaz, HIM, Limp Bizkit )
- 2003 P.O.D. (nominados: Coldplay, Korn, Linkin Park, Puddle of Mudd )
- 2004 Evanescence (nominados: Coldplay, Linkin Park, Metallica, The Rasmus )
- 2005 Slipknot (nominados: Alter Bridge, In Flames, Nightwish, Within Temptation )
- 2006 System Of A Down (nominados: 3 Doors Down, Audioslave, Foo Fighters, Franz Ferdinand )
- 2007 Billy Talent (nominados: Bullet For My Valentine, Evanescence, Placebo, Tool )
- 2008 Nightwish (nominados: Foo Fighters, Kaiser Chiefs, Marilyn Manson, Within Temptation )
- 2009 AC/DC (nominados: 3 Doors Down, Metallica, R.E.M, Slipknot )
- 2010 Green Day (nominados: Billy Talent, Kings Of Leon, Mando Diao, Placebo )
- 2011 Linkin Park (nominados: Iron Maiden, Mando Diao, Thirty Seconds to Mars, Volbeat )
- 2012 Red Hot Chili Peppers (nominados: Evanescence, Foo Fighters, Nickelback, Nightwish )
- 2013 Linkin Park (nominados: Billy Talent, Green Day, Muse, The Rolling Stones )
- 2014 Volbeat (nominados: Black Sabbath, Imagine Dragons, Placebo, Thirty Seconds to Mars )
- 2015 AC/DC (nominados: Foo Fighters, Linkin Park, Nickelback, Slipknot )
- 2016 Iron Maiden (nominados: AC/DC, Motörhead, Nightwish, Placebo )

### Mejor Artista Femenina Nacional
- 1992 Pe Werner
- 1993 Sandra
- 1994 Doro
- 1995 Marusha
- 1996 Schwester S.
- 1997 Blümchen
- 1998 Sabrina Setlur
- 1999 Blümchen
- 2000 Sabrina Setlur
- 2001 Jeanette
- 2002 Sarah Connor
- 2003 Nena
- 2004 Yvonne Catterfeld
- 2005 Annett Louisan
- 2006 Christina Stürmer
- 2007 LaFee
- 2008 LaFee
- 2009 Stefanie Heinzmann
- 2010 Cassandra Steen
- 2011 Lena
- 2012 Ina Müller
- 2013 Ivy Quainoo
- 2014 Ina Müller

### Mejor Artista Masculino Internacional
- 1992 Phil Collins
- 1993 Michael Jackson
- 1994 Meat Loaf
- 1995 Bryan Adams
- 1996 Vangelis
- 1997 Eros Ramazzotti
- 1998 Jon Bon Jovi
- 1999 Eros Ramazzotti
- 2000 Ricky Martin
- 2001 Santana
- 2002 Robbie Williams
- 2003 Robbie Williams
- 2004 Robbie Williams
- 2005 Robbie Williams
- 2006 Robbie Williams
- 2007 Robbie Williams
- 2008 James Blunt
- 2009 Paul Potts
- 2010 Robbie Williams
- 2011 Phil Collins
- 2012 Bruno Mars
- 2013 Robbie Williams
- 2014 Robbie Williams

### Mejor Artista Femenina Internacional
- 1992 Cher
- 1993 Annie Lennox
- 1994 Bonnie Tyler
- 1995 Mariah Carey
- 1996 Madonna
- 1997 Alanis Morissette
- 1998 Toni Braxton
- 1999 Celine Dion
- 2000 Cher
- 2001 Britney Spears
- 2002 Dido
- 2003 Shakira
- 2004 Shania Twain
- 2005 Anastacia
- 2006 Madonna
- 2007 Katie Melua
- 2008 Nelly Furtado
- 2009 Amy Winehouse
- 2010 Lady Gaga
- 2011 Amy Macdonald
- 2012 Adele
- 2013 Lana Del Rey
- 2014 Birdy

### Mejor grupo de Rock/Pop Internacional
- 1992 Queen
- 1993 Genesis
- 1994 Ace of Base
- 1995 Pink Floyd
- 1996 The Kelly Family
- 1997 The Fugees
- 1998 Backstreet Boys
- 1999 Lighthouse Family
- 2000 Buena Vista Social Club y Ry Cooder
- 2001 Bon Jovi
- 2002 Destiny's Child
- 2003 Red Hot Chili Peppers
- 2004 Evanescence
- 2005 Green Day
- 2006 Coldplay
- 2007 Red Hot Chili Peppers
- 2008 Linkin Park
- 2009 Coldplay
- 2010 Depeche Mode
- 2011 Take That
- 2012 Coldplay
- 2013 Mumford & Sons
- 2014 Depeche Mode
- 2015 Pink Floyd
- 2016 Coldplay
- 2017 Metallica

### Sencillo del año
- 2005 O-Zone: "Dragostea din tei"
- 2006 Madonna: "Hung Up"
- 2007 Silbermond: "Das Beste"
- 2008 DJ Ötzi feat. Nik P.: "Ein Stern (...der deinen Namen trägt)"
- 2009 Kid Rock: "All Summer Long"
- 2010 Lady Gaga: "Poker Face"[1]
- 2011 Israel Kamakawiwoʻole: "Over the Rainbow"
- 2012 Gotye feat. Kimbra: "Somebody That I Used to Know"
- 2013 Die Toten Hosen: "Tage wie diese"
- 2014 Avicii: "Wake Me Up"

#### Sencillo del año (Nacional)
- 1993 Snap!: "Rhythm is a Dancer"
- 1994 Haddaway: "What is Love"
- 1995 Lucilectric: "Mädchen"
- 1996 Scatman John: "Scatman"
- 1997 Andrea Bocelli and Sarah Brightman: "Time to Say Goodbye"
- 1998 Tic Tac Toe: "Warum"
- 1999 Oli.P: "Flugzeuge im Bauch"
- 2000 Lou Bega: "Mambo No. 5"
- 2001 Anton feat. DJ Ötzi: Anton aus Tirol
- 2002 No Angels: Daylight in Your Eyes
- 2003 Herbert Grönemeyer: "Mensch"
- 2004 Deutschland sucht den Superstar: "We Have a Dream"

#### Sencillo del año (Internacional)
- 2001 Rednex: "The Spirit of the Hawk"
- 2002 Enya: "Only Time"
- 2003 Las Ketchup: "The Ketchup Song (Aserejé)"
- 2004 RZA feat. Xavier Naidoo: "Ich kenne nichts"

### Álbum del año
- 2008 Herbert Grönemeyer: 12
- 2009 Amy Winehouse: Back to Black
- 2010 Peter Fox: Stadtaffe
- 2011 Unheilig: Große Freiheit
- 2012 Adele: 21
- 2013 Die Toten Hosen: Ballast der Republik
- 2014 Helene Fischer: Farbenspiel

### Mejor artista nuevo nacional
- 1991 Pe Werner
- 1992 Die Fantastischen Vier
- 1993 Illegal 2001
- 1994 Six Was Nine
- 1996 Fettes Brot
- 1997 Fools Garden
- 1998 Nana
- 1999 Xavier Naidoo
- 2000 Sasha
- 2001 Ayman
- 2002 Seeed
- 2003 Wonderwall
- 2004 Wir sind Helden
- 2005 Silbermond
- 2006 Tokio Hotel
- 2007 LaFee
- 2008 Mark Medlock
- 2009 Thomas Godoj
- 2010 The Baseballs
- 2011 Lena
- 2012 Tim Bendzko
- 2013 Cro
- 2014 Adel Tawil

### Mejor artista nuevo internacional
- 1996 Alanis Morissette
- 1997 Spice Girls
- 1998 Hanson
- 1999 Eagle-Eye Cherry
- 2000 Bloodhound Gang
- 2001 Anastacia
- 2002 Alicia Keys
- 2003 Avril Lavigne
- 2004 The Rasmus
- 2005 Katie Melua
- 2006 James Blunt
- 2007 Billy Talent
- 2008 Mika
- 2009 Amy Macdonald
- 2010 Lady Gaga
- 2011 Hurts
- 2012 Caro Emerald
- 2013 Lana Del Rey
- 2014 Beatrice Egli

### Premio de Honor
- 1991 Udo Lindenberg
- 1992 Reinhard Mey
- 1993 Udo Jürgens
- 1994 James Last
- 1996 Klaus Doldinger
- 1997 Frank Farian
- 1998 Comedian Harmonists
- 1999 Falco
- 2000 Hildegard Knef
- 2001 Fritz Rau
- 2002 Caterina Valente
- 2003 Can
- 2004 Howard Carpendale
- 2005 Michael Kunze
- 2006 Peter Kraus
- 2007 Ralph Siegel
- 2008 Rolf Zuckowski
- 2009 Scorpions
- 2010 Peter Maffay
- 2011 Annette Humpe
- 2012 Wolfgang Niedecken
- 2013 Hannes Wader
- 2014 Yello